# Serie F (Metro de Berlín)

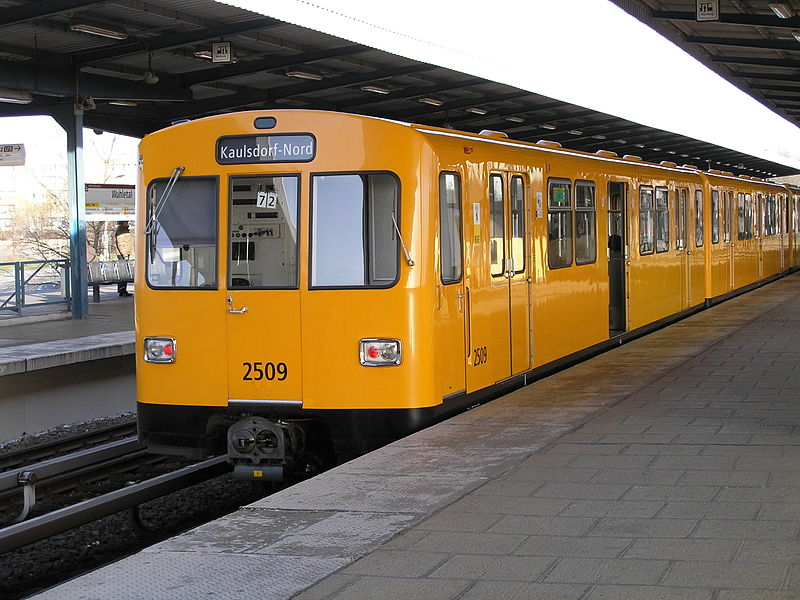
El tren nº 2509-2510 de la serie F74 detenido en Wuhletal, estación ubicada en el sector este de Berlín y en la que confluyen las líneas S5 y U5.

La serie F de gálibo ancho es una de las cuatro series construidas después de la Segunda Guerra Mundial para la red del Metro de Berlín. Entre 1973 y 1994 un total de 257 unidades de dos coches fueron puestas en servicio en siete entregas. Los trenes de cada entrega difieren mucho tanto en su aspecto como en su conducción. 

## Descripción
La estructura de la carrocería se ha creado simplemente con aleación de metal ligero (al igual que la serie DL, de gálibo ancho y la serie A3L, de gálibo estrecho). Desde el exterior, los trenes se reconocen de inmediato en los faros rectangulares (con marcos cromados) y la sección delantera revisada (grandes ventanas de la fachada, otros limpiadores), reflejan la elegancia de los años 1970 y 1980. Como en otras series, estos trenes incluyen 3 puertas por lado en cada
coche, con 2 ventanillas entre cada puerta. Una curiosidad es que esta fue la primera serie de trenes del Metro de Berlín en incluir asientos dispuestos transversalmente en el interior.

## Información técnica
- Altura:

3.432 mm (F74, F76, F79)
3.425 mm (F79.3, F84, F87)
3.419 mm (F90, F92)
- Anchura:

2.650 mm (F74–F79.3)
2.640 mm (F84–F92)
- Distancia entre bogies:

1.900 mm
- Peso en vacío (tons):

38,1 t (F74); 37,8 t (F76)
39,4 t (F79); 42,6 t (F79.3)
43,1 t (F84); 42,7 t (F87)
41,1 t (F90, F92)
- Velocidad máxima:

72 km/h
- Producción de potencia por hora:

540 kW
- Voltaje:

750 V DC
- Sistema de frenos:

Electro-neumático

## Lista de entregas
- F74 (coches 2500/2501-2554/2555)
- F76 (coches 2556/2557-2636/2637)
- F79.1 (coches 2638/2639-2670/2671)
- F79.2 (coches 2672/2673–2710/2711)
- F79.3 (coches 2712/2713–2722/2723)
- F84 (coches 2724/2725–2800/2801)
- F87 (coches 2802/2803–2842/2843)
- F90 (coches 2844/2845–2902/2903)
- F92 (coches 2904/2905–3012/3013)